# Barbarosphaera lucasi
Barbarosphaera lucasi là một loài chân đều trong họ Spelaeoniscidae. Loài này được Vandel miêu tả khoa học năm 1948.